# Thomas James Cobden-Sanderson
Thomas James Cobden-Sanderson (født 2. december 1840 i Alnwick, Northumberland, død 7. september 1922) var en engelsk bogbinder, trykker og kunstner.
Thomas James Sanderson blev født i Alnwick, en lille by i det nordlige Northumberland, og studerede jura på Owens College, University of Manchester, senere ved Trinity College i Cambridge og arbejdede som sagfører 1871-83.
1882 var han blevet gift med Anne Cobden (1853-1926) og føjede hendes navn til sit. Gennem hende kom han i kontakt med Arts and Crafts-bevægelsen og lærte William Morris at kende, en fremtrædende skikkelse i den nye bogkunstbevægelse.
1883 skiftede han løbebane ved at blive oplært hos bogbinderen Roger de Coverley. I 1884 indrettede han sit eget bogbinderi Doves Bindery med navn efter en lokal pub og fremstillede 1884-1893 167 indbindinger. Trods dette beskedne antal i de ca. ti år, han selv indbandt bøger, har hans arbejde haft stor betydning. Den danske bogbinder August Sandgren blev opmærksom på Cobden-Sandersons arbejde under sit ophold i Berlin under første verdenskrig og lod sig inspirere af det.
Cobden-Sanderson arbejdede også for William Morris' Kelmscott Press, og sammen med trykkeren og typografen Emery Walker grundlagde han Doves Press i London Borough of Hammersmith og udgav 1900 et manifest om bogæstetik The Ideal Book or Book Beautiful: A Tract on Calligraphy Printing and Illustration and on The Book Beautiful as a Whole.